# Дзимбаори
Дзимбаори (яп. 陣羽織, «походная накидка») — род жилета, один из элементов поздней самурайской одежды, разновидность накидки хаори. Своеобразная японская версия табарда. С приходом к власти Токугавы Иэясу и изгнанием большинства европейцев  из страны в начале XVII века подобные заимствования с Запада прекратились. Однако в эпоху Эдо дзимбаори стала атрибутом самурайского статуса и начала использоваться как церемониальная одежда. Изначально воины носили дзимбаори после сражений, вместо снятых доспехов. Впоследствии дзимбаори стали надевать поверх доспехов для защиты от ненастья и в качестве украшения.

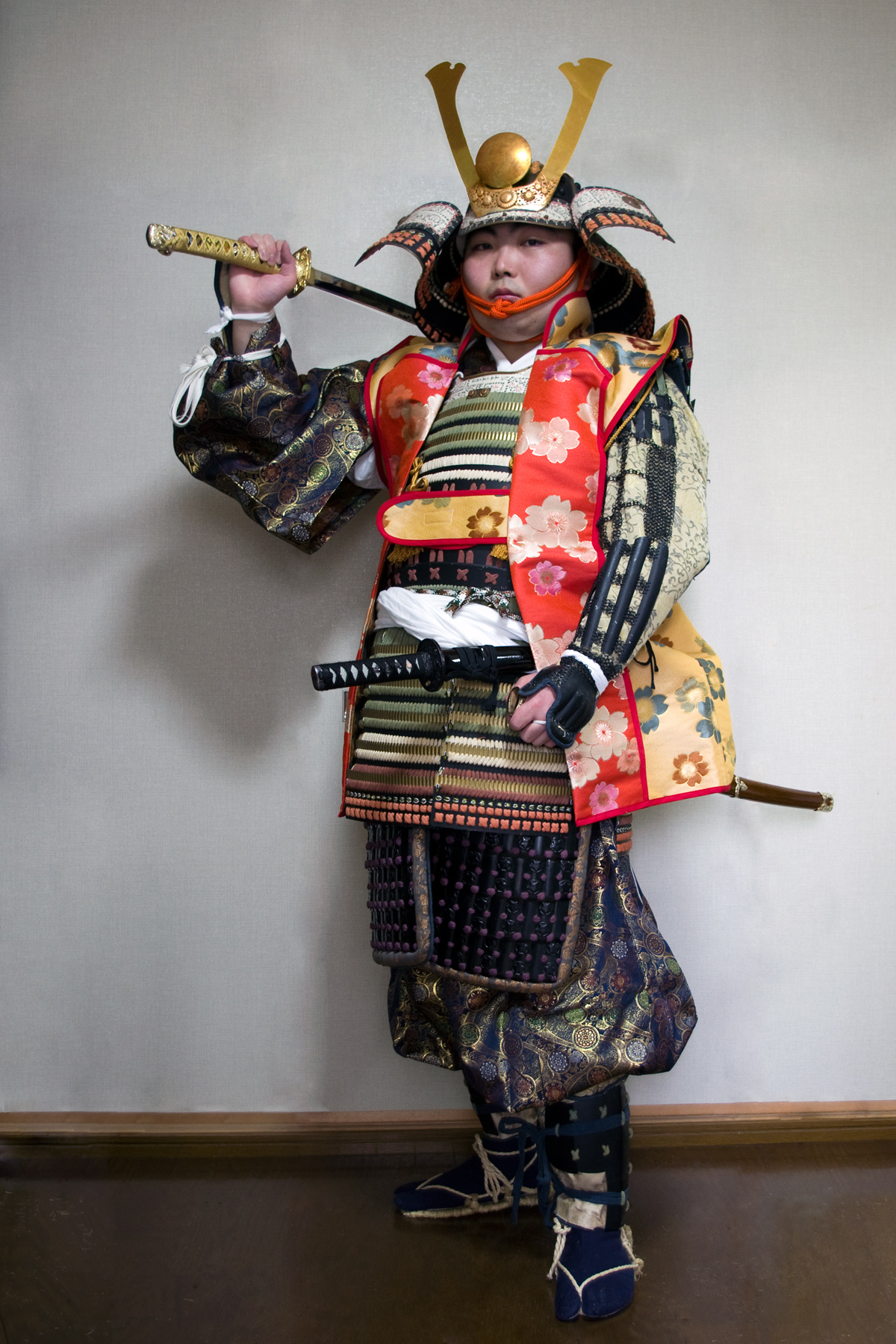
Вооружённый самурай в цветной дзимбаори, надетой поверх доспехов

Дзимбаори изготавливалась из тонкого сукна, шерсти, парчи, шёлка. Иногда отделывалась плетеным золотым  шнуром, роговыми пуговицами, аппликацией, вышивкой. На спинной части дзимбаори изображались фамильные гербы в виде аппликаций или (и) вышивки.